# 茂原ショッピングプラザアスモ
茂原ショッピングプラザアスモ（もばらショッピングプラザアスモ）は、千葉県茂原市にある長生地域最大の大型ショッピングセンターである。

## 概要
1989年12月12日開業。国道128号近く、千葉県道84号茂原長生線沿いの茂原市中心市街地にある大型商業施設である。施設名の「アスモ」は「明日の茂原へ」というメッセージが込められている。キャッチフレーズは「HAPPYがいっぱいアスモ♪」。
核テナントはDCMであり、ホームセンターからスーパーマーケット、洋服屋、100円均一、雑貨屋、ヨガ、トラベル、ゲームセンターなど様々なジャンルの店舗が入居している。飲食店は、和、中、米、印まで多彩な料理が楽しめる施設である。
過去には2階にスケートリンクがあった。その跡地に1997年7月12日より映画館「アスモシアター シネマサンシャイン茂原」（6スクリーン、889席）が開館され、2012年9月2日まで営業された。その後は、アスモ劇場とスポーツクラブArukuに構成されている。
ヘアカラー白髪染め専門美容室、まつげパーマ専門店、ネイルサロンが複合された美容施設アスモ ザ・ビューティーがオープンし注目を集めている。
2022年7月31日でフードプラザハヤシが閉店した。既に他の「ハヤシ」は閉店しており、本店の閉店を持って、「ハヤシ」はスーパーマーケット事業から撤退することとなった。
2025年3月21日に茂原市立図書館が茂原駅前にある南総サンヴェルプラザ6階から移転した。内装や書棚などの整備費はアスモ側が負担し、茂原市は引越費用や旧図書館の原状回復などの経費を一般会計補正予算に計上した。

## 歴史
- 1989年12月12日 - 茂原ショッピングプラザアスモが開業。
- 1997年9月2日 - アスモシアター シネマサンシャイン茂原が開店。
- 2005年7月 - フードプラザハヤシアスモ店が開店。
- 2012年 - アスモシアター シネマサンシャイン茂原が閉店。アスモ劇場、スポーツクラブAruku、室内型遊園地「US.LUND」が開店。
- 2016年 - 室内型遊園「US.LUND」が閉店し、スポーツクラブArukuが拡張。
- 2019年1月 - 開業30周年を迎える。
- 2019年10月25日 - 記録的豪雨により大規模な浸水に見舞われる。同日は急遽全館16時閉店となる。その後，復旧作業のため11月2日まで臨時休業となる。
- 2019年11月3日 - 営業再開。
- 2022年7月31日 - ハヤシが撤退[3]。
- 2022年10月6日 - ランドロームフードマーケットが開店[7]。
- 2025年3月21日 - 茂原市立図書館が移転開館[4][5][6]。

## 主な店舗
詳しくは公式ホームページ「お店情報」を参照。
- DCM
- アスモ ザ・ビューティー
- キャンドゥ
- カーブス
- サーティワンアイスクリーム
- ディッパーダン
- ドムドムハンバーガー
- ランドロームフードマーケット

## 営業時間
基本は10:00〜20:00であるが、一部店舗は10:00〜21:00である。

## アクセス
- 最寄駅 - 茂原駅[1]
- 最寄インター - 首都圏中央連絡自動車道 茂原北インターチェンジ、千葉外房有料道路 桂インターチェンジ[1]
- 最寄バス停 - 茂原高校入口[1]